# Malý Kavkaz
Malý Kavkaz (gruzínsky მცირე კავკასიონი, Mc'ire Kavkasioni, arménsky Փոքր Կովկաս, P'ok'r Kovkas, azersky Kiçik Qafqaz Dağları, turecky Küçük Kafkas Dağları) je asi 600 km dlouhé a 200 km široké pohoří Alpsko-himálajského systému v jižní Gruzii, severovýchodní Arménii a jihozápadním Ázerbájdžánu. Výběžky zasahují i do severovýchodního Turecka, od íránských hor je oddělen údolím řeky Araks.
Nejvyšší horou Malého Kavkazu je Gamış (3 724 m) na ázerbájdžánsko-karabašských hranicích. Od osamostatnění Ázerbájdžánu nese hora toto ázerbájdžánské jméno; dříve byla známa pod ruským jménem Гямыш (Gjamyš).

## Poloha
Malý Kavkaz se táhne od Černého moře nejdříve k východu, později se stáčí k jihovýchodu. U černomořského pobřeží navazuje na turecké Pontské hory, na jihu plynule přechází v Arménskou vysočinu (nejvyšší arménská hora Aragac už leží v ní). S Velkým Kavkazem ho spojuje příčný Lišský hřeben (zvaný též Suramský) o maximální výšce 1 926 m, který představuje rozvodí mezi Rioni a Kurou. Přes něj Suramským průsmykem (949 m) prochází hlavní silniční i železniční spojnice mezi západní a východní částí Gruzie. Ke Kartlinskému hřebenu Velkého Kavkazu se u Tbilisi přibližuje i Trialetský hřbet (Trialetis kedi), mezi nimi si Kura razí cestu úzkým údolím.
Z hlediska geologických provincií Malý Kavkaz zasahuje i na íránské území, zahrnuje pohoří Kūhhā-ye Sabalān i Kūhhā-ye Ţāleš a stáčí se kolem Arménské vysočiny k jihozápadu. Podle některých orografických koncepcí se naopak zmíněná dvě pásma řadí pod Alborz.